# Fannia zhangi
Fannia zhangi är en tvåvingeart som beskrevs av Xue 1998. Fannia zhangi ingår i släktet Fannia och familjen takdansflugor. Inga underarter finns listade i Catalogue of Life.